# بارت فان كينت
بارت فـان كينت هو عامل اجتماعي وسياسي هولندي، ولد في 18 ديسمبر 1983 في آيندهوفن في هولندا. نشط حزبياً في الحزب الاشتراكي. وقد انتخب عضو المجلس المحلي ‏ لاهاي لترشحه ضمن قائمة الحزب الاشتراكي، (11 مارس 2010 – 21 سبتمبر 2017) وفي الانتخابات التشريعية الهولندية 2017، انتخب عضو مجلس نواب هولندا ‏ لترشحه ضمن قائمة الحزب الاشتراكي، (23 مارس 2017 – ).